# 세계 기아 지수

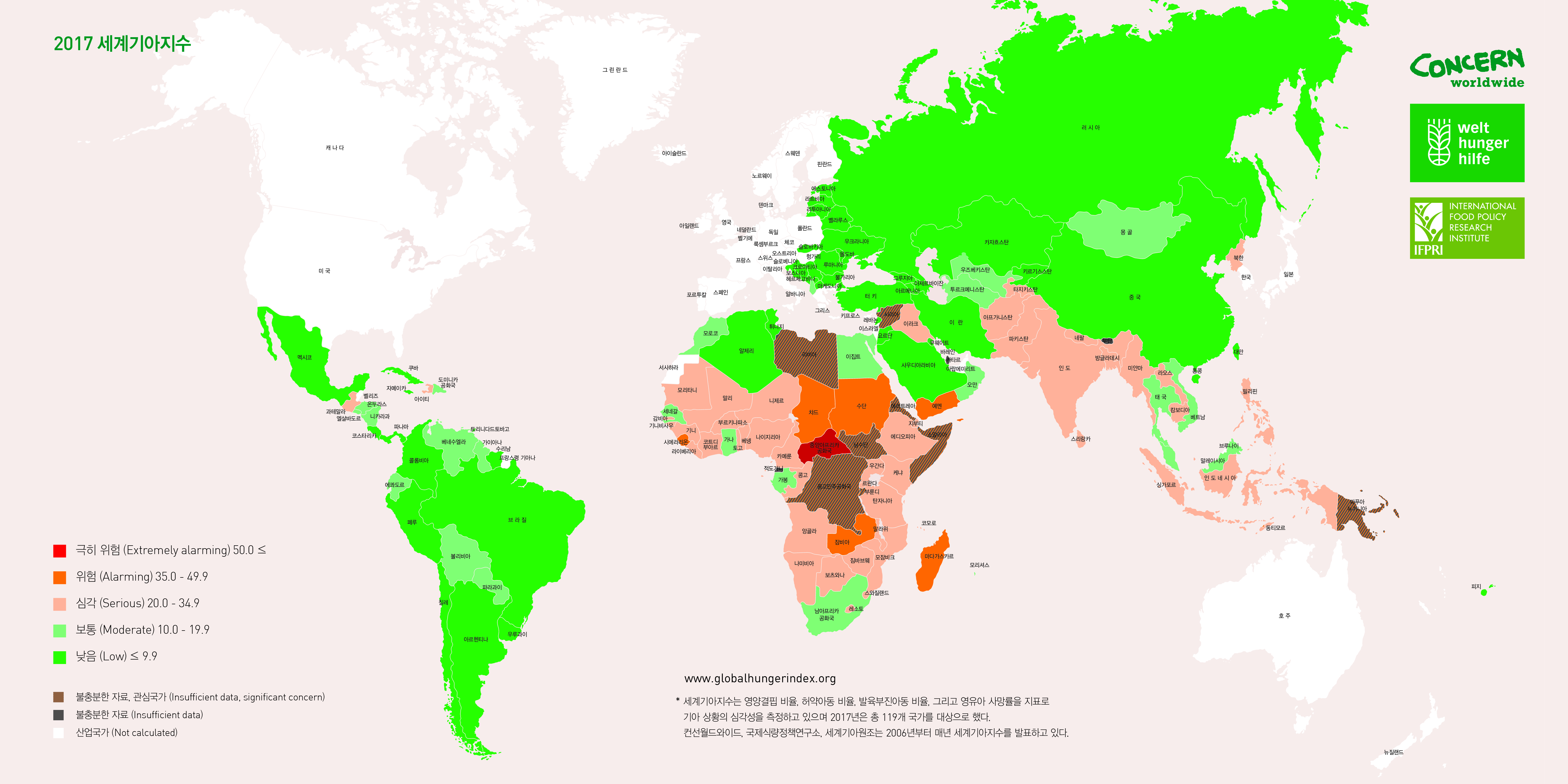
심각성 정도로 나타낸 2017 세계기아지수(GHI). 색이 붉은 계열에 가까울수록 기아의 정도가 심각함을 나타낸다.

세계기아지수(Global Hunger Index, GHI)는 기아의 정도를 세계적, 지역적, 국가별로 종합적으로 측정하고 변화 추이를 추적하기 위해 설계된 지수이다. 아일랜드의 NGO인 컨선월드와이드(Concern Worldwide), 독일의 NGO인 세계기아원조(Welthungerhilfe) 그리고 미국의 연구기관인 국제식량정책연구소(IFPRI)가 협력하여 선진국을 제외한 전 세계 국가를 대상으로 측정해 매년 발표된다. 2006년 10월에 처음으로 정식 발표를 한 뒤, 매년 10월 세계식량의날 전에 발표하고 있다. 한국에서는 컨선월드와이드의 주도로 2015년부터 발표되고 있다.  
매년 발표하는 수치에는 각각의 소주제가 같이 제시되는데 이러한 소주제를 통해서 세계기아지수에 한 해 동안 가장 중요한 이슈가 무엇이었는지를 알 수 있다. 
이렇게 발표된 세계기아지수는 UN 등 국제기구의 보고서나 한국 언론의 기사에 인용됨으로써 전 세계 각국의 기아 상태를 파악하는데 유용하게 쓰이고 있다.

## 발표배경
세계기아원조와 국제식량정책연구소가 2006년 창간호에서 밝히는 바에 따르면, 세계기아지수는 기아에 대한 싸움을 보다 효과적으로 모니터링하고 정책적으로 제언 하기 위해 발표되었다. 1996년 세계식량정상회의(World Food Summit), 2000년 밀레니엄 개발 목표(Millennium Development Goals), 식량농업기구(FAO)의 음식에 대한 권리선언 등 기아에 맞서 싸우기 위한 국제사회의 오랜 노력에도 불구하고 여전히 지구 상에는 많은 사람들이 기아에 고통 받고 있었다. 효과적으로 기아에 맞서기 위해서는 이에 대한 보다 깊은 지식과 이를 해결하고자 하는 정치적인 의지 및 행동이 같이 동반될 필요가 있었다. 세계 각국의 시민사회들은 그들 정부가 얼마나 빈곤을 줄이기 위해 노력하고 있는지 감시하는 역할을 했으며 효과적으로 정부에 제언을 하기 위해서는 과학적이고 믿을 수 있는 자료가 필요했다. 세계기아원조와 국제식량정책연구소가 주목했던 점은 바로 이 부분이었다. 전 세계의 개발도상국들의 기아 상태를 한눈에 볼 수 있는 지표를 발표함으로써 매해 각 나라들의 기아 상황이 어떻게 변화하였는지, 기아에 저항하기 위한 정책들이 성공했는지를 평가할 수 있게 한 것이다. 이 같은 과학적인 데이터를 기반으로 각 시민사회가 정부에 효과적으로 제언을 할 수 있도록 일종의 도구를 제공한 셈이다.

## 한국에서의 발표
2006년부터 매년 10월 발표되어온 세계기아지수는 뉴욕, 베를린, 더블린, 런던, 브뤼셀, 벨파스트 등 세계의 주요 수도들에서 발표되고 있으며 2015년부터는 컨선월드와이드의 주도로 한국어판을 통해 서울에서도 발표하고 있다. 

## 주제 또는 소제목
세계기아지수는 출판물의 형태로 발표가 되고 있으며 해당 년도에 기아에 크게 영향을 미쳤던 이슈들을 별도 주제로 설정해 살피고 있다. 주제는 2009년부터 부여되기 시작했으며, 해당 주제에 대한 분석과 관점을 제공할 수 있는 외부 전문기관에 의뢰하고 있다.
해당 년도의 세계기아지수 리포트는 컨선월드와이드 홈페이지에서 다운받을 수 있다. 
| 연도 | 주제                                                       | 기아 위험이 가장 높은 국가 | 심각도           |
| ---- | ---------------------------------------------------------- | -------------------------- | ---------------- |
| 2021 | 분쟁 상황 속 기아와 식량 시스템                            | 소말리아                   | '극히 위험' 단계 |
| 2020 | 제로 헝거를 향한 10년. 보건과 지속가능한 식량시스템의 연결 | 차드                       | '위험' 단계      |
| 2019 | 기후변화와 기아의 위험                                     | 중앙아프리카공화국         | '극히 위험' 단계 |
| 2018 | 강제이주와 기아                                            | 중앙아프리카공화국         | '극히 위험' 단계 |
| 2017 | 기아의 불평등                                              | 중앙아프리카공화국         | '극히 위험' 단계 |
| 2016 | 기아가 없는 세상                                           | 중앙아프리카공화국         | '위험' 단계      |
| 2015 | 무력 충돌과 기아의 위협                                    | 중앙아프리카공화국         | '위험' 단계      |
| 2014 | 숨은 기아의 도전                                           | 부룬디                     | '극히 위험' 단계 |
| 2013 | 식량-영양안보 달성을 위한 회복탄력성 구축                  | 부룬디                     | '극히 위험' 단계 |
| 2012 | 땅, 물, 에너지 부족과 지속가능한 식량 안보 달성            | 부룬디                     | '극히 위험' 단계 |
| 2011 | 급격한 식량가격 상승과 변동성에의 대응                     | 콩고민주공화국             | '극히 위험' 단계 |
| 2010 | 아동 영양결핍의 위기                                       | 콩고민주공화국             | '극히 위험' 단계 |
| 2009 | 금융 위기와 젠더 불평등                                    | 콩고민주공화국             | '극히 위험' 단계 |

## 지수의 개념
세계기아지수는 기본적으로 한 국가의 기아 상태를 ‘0’에서 ‘100’까지의 수치로 나타내는데 ‘0’은 기아를 겪는 사람이 없다는 것으로 가장 이상적인 상태이고 반대로’100’은 인구 전체가 기아를 겪는다는 의미이므로 가장 나쁜 상황이다. 하지만 현재까지 아무리 선진국이라고 해도 굶어 죽는 사람은 있고 아무리 기아가 심각한 상황이라고 해도 인구 전체가 굶어 죽는 나라도 없으니 양 극단의 두 수는 현실적으로는 나타나지 않는다. 사실상 대부분의 국가들은 GHI 50점 이하 수준을 유지하고 있다.
각 나라별로 산출된 기아지수들은 그 심각 정도에 따라 5가지 단계로 구분될 수 있는데 그 범주는 위와 같다. 비록 기아정도가 5단계로 나뉘어있기는 하지만 1990년대 이후 현재까지 기아를 극복하기 위한 국제사회와 각국 정부의 많은 노력으로 기아의 상황이 많이 나아져서 현재는 가장 심각한 기아 단계인 '극히 위험' 단계에 속하는 국가는 존재하지 않는다. 그럼에도 불구하고 여전히 '위험'단계에 속하는 국가가 7국, '심각' 이상 단계에 속하는 국가는 49국이나 되기 때문에 지속적인 관심과 개선노력이 필요하다.  

## 지수의 계산

### 지수 계산 방법: 2006년~2014년
세계기아지수는 정해진 공식에 따라 산출되는데 2015년을 전후로 그 계산방법이 달라졌다. 우선 발표 초창기인 2006년부터 2014년까지 쓰였던 방법을 살펴보자. 
아래의 표를 보면 최종적으로 세계기아지수를 산출해내기 전까지 총 3개의 지표가 사용되는 것을 볼 수 있다. 첫 번째는 한 국가내에 전 연령층의 불충분한 식량 공급 상태를 확인하기 위해 '전체 인구 중 영양결핍 인구의 비율'을 계산한다. 이는 지속가능한 발전목표를 비롯해 국제 기아 목표의 선행지표로 사용되기도 한다. 두 번째는 단순히 섭취 가능한 칼로리를 넘어서 식사의 질과 흡수를 고려하기 위해 '5세 미만 저체중 어린이들의 비율'을 조사한다. 여기서 어린이에 한정하여 조사를 진행하는 이유는 이들이 특히 영양결핍에 취약하기 때문이다. 아이들은 영양부족에 가장 타격받기 쉬운 대상으로 가정 내에서 균형적 음식공급을 받지 못하는 경우가 대부분의 조사결과를 차지한다. 마지막으로 세계기아지수의 산출을 위해 '5세 미만 유아 사망률'을 조사하는데 그 이유는 사망은 기아의 가장 심각한 결과이고 그 중 어린이가 가장 취약한 대상이기 때문이다. 여기에는 미량영양소들의 결핍정도 역시 반영되어 GHI지수의 역량을 향상시켜주기도 한다. 
세 가지 지표의 값이 모두 산출되고 나면, 그들을 모두 더해 3으로 나누어 준다. 그것이 바로 GHI 지수이다.  
|               | 2006년~2014년(2015년 이전)                                                                       | 2015년~(2015년 이후) |
| ------------- | ------------------------------------------------------------------------------------------------ | --- |
| 고려하는 지표 | 1) 영양결핍 인구의 비율 2) 5세 미만 저체중 어린이들의 비율 3) 5세 미만 유아 사망률               | 1) 영양결핍 인구의 비율 2) 소아쇠약(신장에 비해 저체중)으로 고통 받는 5세 미만 어린이들의 비율 3) 성장부진(나이에 비해 작은 키)으로 고통 받는 5세 미만 어린이들의 비율 4) 5세 이전 사망하는 어린이들의 비율 (유아사망률) |
| 산출방식      | 세계기아지수(GHI)= (영양결핍 인구의 비율+5세 미만 저체중 어린이들의 비율+5세 미만 유아 사망률)/3 | 1단계) 구성 요소 지표를 표준화: (전체 영양결핍인구비율)/80 ⅹ100 (소아쇠약으로 고통 받는 5세 미만 어린이들의 비율)/30ⅹ100 (성장부진으로 고통 받는 5세 미만 어린이들의 비율)/70 ⅹ100 (5세 이전 사망하는 어린이들의 비율)/35 ⅹ100 2단계) 구성 요소 지표를 집계: 세계기아지수(GHI)= (표준화된 전체 영양결핍인구비율)ⅹ1/3 + (표준화된 소아쇠약으로 고통 받는 5세 미만 어린이들의 비율)ⅹ1/6 + (표준화된 성장부진으로 고통 받는 5세 미만 어린이들의 비율)ⅹ1/6 + (표준화된 5세 이전 사망하는 어린이들의 비율)ⅹ1/3 |

### 지수 계산 방법의 변화: 2015년을 이후로
하지만 2006년부터 2014년까지 약 10여년간 쓰였던 세계기아지수의 기존 계산방식은 2015년에 개정된다. 
개정된 계산방식에서는 기존방식과 크게 두 가지의 차이점을 확인할 수 있는데 하나는 고려하는 지표의 차이이고 다른 하나는표준화 단계의 여부이다.  
먼저, 고려하는 지표들을 보면, 기존 계산방식과 달리 2015년부터는 단순히 '5세 미만 저체중 어린이들의 비율'을 계산하는 것이 아니라 이를 두 지표로 나누어 '신장에 비해 저체중인 5세 미만 어린이들의 비율'과 '나이에 비해 작은 키를 가지고 있는 5세 미만 어린이들의 비율'로 나누어 계산하는 방식으로 바뀌었다. 여기에는 몇 가지 이유가 있는데 가장 큰 이유는 바로 어린이의 저체중을 측정하는 것이 기아상황을 모니터링하는데 크게 도움이 되지 않는다는 의견이 제기되었기 때문이다. 실제로 기아에 극심히 고통받고 있는 어린이들이 정상체중이거나 과체중인 경우가 종종 확인되었고 이 때문에 해당 어린이들이 치료 대상에서 제외되는 경우가 빈번히 발생하였다. 또한 저체중 지표만으로는 어린이들이 나이에 필요한 적절한 영양소를 섭취하고 있는지 또는 병에 걸린 경우에 특별히 필요한 영양을 섭취하고 있는지의 여부는 확인할 수 없다는 문제점이 있었다. 따라서 단순히 어린이 저체중 비율을 계산하는 것보다 기아상황을 더 정확하게 이해할 수 있는 다른 방법이 요구되었고 이에 2015년부터는 소아쇠약과 발육부진의 비율을 나누어 조사하게 된 것이다.  
|      | 영양결핍 & 성장부진                           | 소아쇠약 & 유아사망률                                      |
| ---- | --------------------------------------------- | ---------------------------------------------------------- |
| 특징 | 보편적으로 높은 수치 심한 등락 국가간 큰 편차 | 상대적으로 낮은 수치 비교적 고른 등락 상대적으로 작은 편차 |
| 예시 | 5% 감소율                                     | 5% 감소율                                                  |

다음으로 2015년부터 새롭게 표준화 단계가 추가된 것을 볼 수 있는데, 이는 각 조사영역에서의 개선상태를 보다 효과적으로 확인할 수 있게 하기 위함이다. 예를 들어, 한 국가에서 영양결핍과 유아사망률이 각각 5% 감소했다고 가정해보자. 언뜻 보기에는 동등한 5%의 비율 같지만, 영양결핍이 많은 개발도상국들에서 보편적으로 나타나고 보통 그 값이 유아 사망률보다 높다는 점, 그 수치가 자주 변한다는 점을 감안한다면, 영양결핍이 5% 감소한 것보다 유아사망률이 5% 감소한 것이 훨씬 더 의미 있는 것임을 알 수 있다. 하지만 2015년 이전의 산출 방식에서는 두개의 변화들이 최종 GHI 지수에 동일한 영향을 주기 때문에 이와 같은 유의미한 결과를 확인하기가 어려웠다. 반면에 개정된 2015년 이후의 산출 방식을 따르면 GHI 지수에 이러한 변화가 다르게 적용되게 때문에 지수 자체만 보고서도 유의미한 변화를 확인할 수 있다.  

### 참고자료들의 출처
세계기아지수(GHI)가 산출되는 과정을 보면 다양한 수치들이 합쳐서 만들어진다는 것을 알 수 있다. 구체적으로 살펴보면, 영양결핍지표는 유엔 세계식량정책기구(FAO)의 수치를 기반으로 하고 있으며 소아쇠약과 발육부진 지표는 유니세프(UNICEF)의 보고서, 세계보건기구(WHO)의 연구결과가 이용된다. 유아사망률은 유엔아동기금(UNICEF)의 보고서와 유엔영유아사망률추정합동기구(UNIGME)의 연구자료를 기반으로 이용된다. 뿐만 아니라 지수를 산출하는 국제식량정책연구소(IFPRI)의 자체적인 연구결과가 쓰이기도 한다.  

## 지수의 활용
세계기아지수는 기아에 대한 사람들의 인식을 개선하고 기아에 맞서 싸우는 국제사회의 노력이 얼마나 효과적이었는지를 파악하는데 주로 활용되고 있다. UN 등 국제기구의 연간 리포트에도 인용되어 개발도상국의 심각한 기아상태를 파악하는데 하나의 중요한 근거 자료로서 제시되고 있고 한국에서도 2008년 이후부터 북한의 기아상황을 알리는 기사에 꾸준히 인용되고 있다.

## 참여 단체들

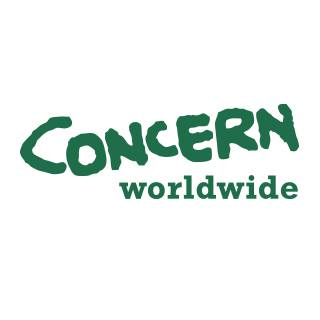
컨선월드와이드(Concern Worldwide)
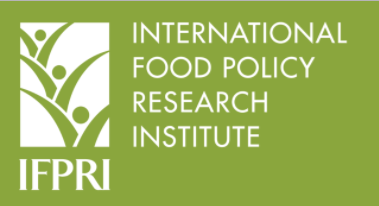
국제식량정책연구소(IFPRI)
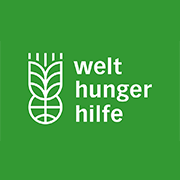
세계기아원조(Welthungerhilfe)

### 컨선월드와이드
컨선월드와이드(Concern Worldwide)는 세계 최극빈 지역의 사람들이 기아와 맞서 싸우며 그들 스스로 삶의 변화를 추구할 수 있도록 돕는 국제 인도주의 단체이다. 1968년 나이지리아 비아프라 지역의 기근을 해결하고자 했던 존과 케이(John&Kay O’Loughlin-Kennedy)의 노력에서부터 시작되어 약 50년에 가까운 역사를 가지고 있다. 현재까지도 아시아, 중동, 카리브해 지역 등 세계에서 가장 가난한 27개 나라의 사람들을 위해 긴급 구호, 교육, 건강(깨끗한 물 및 영양 공급, HIV/AIDS 및 모자보건), 생계지원 등의 활동을 펼치고 있다. 또한 아일랜드, 영국, 미국의 본부에서 세계적인 모금활동을 펼치고 있고, 2015년 한국 본부가 설립되었다. 

### 국제식량정책연구소
국제식량정책연구소는 전문적인 연구에 기반한 식량 정책을 제공하는 미국의 연구기관이며 개발도상국에서 지속적으로 가난을 해결하고 기아와 영양실조를 끝내는 것을 목표로 하고 있다. 1975년에 설립된 이 연구소는 현재 전 세계 50개국에 그 사무소가 있으며 600명이 넘는 직원들과 연구자들이 일하고 있다. 또한 식량안보의 미래를 연구하는 CGIAR와 파트너 관계에서 협력하며 개발을 위한 농업연구에 힘쓰고 있다. 

### 세계기아원조
세계기아원조는 독일 최대의 비정부 구호 단체이다. 1962년 유엔 식량농업기구(FAO) 산하에서 설립되었다. 당시에는 기아에 대항하는 첫 글로벌 이니셔티브 중 하나인 기아탈출 캠페인(Freedom from Hunger Campain)의 독일지부였다. 긴급 재난 구호에서 장기적인 개발 협력 사업까지 통합적인 구호 활동을 제공하며 2015년에는 387개의 해외 사업을 통해 40개국에서 사람들을 지원하기도 했다. 

## 국가별 지수
아래 표는 국가별 지수이며, 기아 걱정이 되지 않는 국가는 조사 대상국에서 제외되었다.
| 국명                   | 지수 수치   | 지수 수치   | 지수 수치   | 지수 수치   | 2024년 수치 기준으로 보는 단계 |
| 국명                   | 2000년      | 2008년      | 2016년      | 2024년      | 2024년 수치 기준으로 보는 단계 |
| ---------------------- | ----------- | ----------- | ----------- | ----------- | ------------------------------ |
| 그리스                 | 우수        | 우수        | 우수        | 우수        | 우수                           |
| 네덜란드               | 우수        | 우수        | 우수        | 우수        | 우수                           |
| 노르웨이               | 우수        | 우수        | 우수        | 우수        | 우수                           |
| 뉴질랜드               | 우수        | 우수        | 우수        | 우수        | 우수                           |
| 대한민국               | 우수        | 우수        | 우수        | 우수        | 우수                           |
| 덴마크                 | 우수        | 우수        | 우수        | 우수        | 우수                           |
| 독일                   | 우수        | 우수        | 우수        | 우수        | 우수                           |
| 룩셈부르크             | 우수        | 우수        | 우수        | 우수        | 우수                           |
| 몰타                   | 우수        | 우수        | 우수        | 우수        | 우수                           |
| 미국                   | 우수        | 우수        | 우수        | 우수        | 우수                           |
| 벨기에                 | 우수        | 우수        | 우수        | 우수        | 우수                           |
| 브루나이               | 우수        | 우수        | 우수        | 우수        | 우수                           |
| 스웨덴                 | 우수        | 우수        | 우수        | 우수        | 우수                           |
| 스위스                 | 우수        | 우수        | 우수        | 우수        | 우수                           |
| 스페인                 | 우수        | 우수        | 우수        | 우수        | 우수                           |
| 슬로베니아             | 우수        | 우수        | 우수        | 우수        | 우수                           |
| 싱가포르               | 우수        | 우수        | 우수        | 우수        | 우수                           |
| 아이슬란드             | 우수        | 우수        | 우수        | 우수        | 우수                           |
| 아일랜드               | 우수        | 우수        | 우수        | 우수        | 우수                           |
| 영국                   | 우수        | 우수        | 우수        | 우수        | 우수                           |
| 오스트레일리아         | 우수        | 우수        | 우수        | 우수        | 우수                           |
| 오스트리아             | 우수        | 우수        | 우수        | 우수        | 우수                           |
| 이스라엘               | 우수        | 우수        | 우수        | 우수        | 우수                           |
| 이탈리아               | 우수        | 우수        | 우수        | 우수        | 우수                           |
| 일본                   | 우수        | 우수        | 우수        | 우수        | 우수                           |
| 체코                   | 우수        | 우수        | 우수        | 우수        | 우수                           |
| 캐나다                 | 우수        | 우수        | 우수        | 우수        | 우수                           |
| 키프로스               | 우수        | 우수        | 우수        | 우수        | 우수                           |
| 포르투갈               | 우수        | 우수        | 우수        | 우수        | 우수                           |
| 폴란드                 | 우수        | 우수        | 우수        | 우수        | 우수                           |
| 프랑스                 | 우수        | 우수        | 우수        | 우수        | 우수                           |
| 핀란드                 | 우수        | 우수        | 우수        | 우수        | 우수                           |
| 라트비아               | 5.0 미만    | 5.0 미만    | 5.0 미만    | 5.0 미만    | 양호                           |
| 리투아니아             | 5.0 미만    | 5.0 미만    | 5.0 미만    | 5.0 미만    | 양호                           |
| 벨라루스               | 5.0 미만    | 5.0 미만    | 5.0 미만    | 5.0 미만    | 양호                           |
| 에스토니아             | 5.0 미만    | 5.0 미만    | 5.0 미만    | 5.0 미만    | 양호                           |
| 칠레                   | 5.0 미만    | 5.0 미만    | 5.0 미만    | 5.0 미만    | 양호                           |
| 쿠웨이트               | 5.0 미만    | 5.0 미만    | 5.0 미만    | 5.0 미만    | 양호                           |
| 헝가리                 | 5.0 미만    | 5.0 미만    | 5.0 미만    | 5.0 미만    | 양호                           |
| 크로아티아             | 5.5         | 5.0 미만    | 5.0 미만    | 5.0 미만    | 양호                           |
| 슬로바키아             | 6.0         | 5.0 미만    | 5.0 미만    | 5.0 미만    | 양호                           |
| 코스타리카             | 6.6         | 5.0 미만    | 5.0 미만    | 5.0 미만    | 양호                           |
| 우루과이               | 7.6         | 5.3         | 5.0 미만    | 5.0 미만    | 양호                           |
| 몬테네그로             | (미존재)    | 5.7         | 5.0 미만    | 5.0 미만    | 양호                           |
| 세르비아               | (미존재)    | 5.9         | 5.0 미만    | 5.0 미만    | 양호                           |
| 아랍에미리트           | 5.1         | 6.3         | 5.0 미만    | 5.0 미만    | 양호                           |
| 보스니아 헤르체고비나  | 9.4         | 6.4         | 5.0 미만    | 5.0 미만    | 양호                           |
| 중국                   | 13.4        | 7.2         | 5.0 미만    | 5.0 미만    | 양호                           |
| 루마니아               | 7.9         | 5.7         | 5.0         | 5.0 미만    | 양호                           |
| 북마케도니아           | 7.6         | 5.3         | 5.1         | 5.0 미만    | 양호                           |
| 러시아                 | 10.4        | 5.9         | 5.4         | 5.0 미만    | 양호                           |
| 튀르키예               | 11.4        | 6.5         | 5.4         | 5.0 미만    | 양호                           |
| 조지아                 | 12.0        | 6.6         | 5.4         | 5.0 미만    | 양호                           |
| 우즈베키스탄           | 24.3        | 13.2        | 5.9         | 5.0 미만    | 양호                           |
| 아르메니아             | 19.2        | 11.7        | 6.4         | 5.1         | 양호                           |
| 불가리아               | 8.9         | 7.8         | 7.5         | 5.1         | 양호                           |
| 카자흐스탄             | 11.2        | 11.1        | 5.6         | 5.3         | 양호                           |
| 몰도바                 | 17.6        | 14.7        | 6.1         | 5.6         | 양호                           |
| 몽골                   | 29.7        | 16.7        | 7.5         | 5.6         | 양호                           |
| 콜롬비아               | 10.8        | 10.1        | 7.2         | 5.7         | 양호                           |
| 튀니지                 | 10.1        | 7.4         | 6.1         | 5.9         | 양호                           |
| 파라과이               | 11.5        | 7.5         | 5.0         | 6.0         | 양호                           |
| 멕시코                 | 10.1        | 9.7         | 6.6         | 6.1         | 양호                           |
| 아제르바이잔           | 25.0        | 15.0        | 8.1         | 6.2         | 양호                           |
| 아르헨티나             | 6.6         | 5.4         | 5.2         | 6.6         | 양호                           |
| 브라질                 | 11.7        | 6.7         | 5.5         | 6.6         | 양호                           |
| 알제리                 | 14.5        | 11.0        | 8.5         | 6.7         | 양호                           |
| 키르기스스탄           | 17.2        | 12.9        | 8.6         | 6.8         | 양호                           |
| 사우디아라비아         | 12.7        | 10.8        | 9.4         | 6.9         | 양호                           |
| 페루                   | 21.1        | 13.7        | 7.6         | 7.4         | 양호                           |
| 이란                   | 13.7        | 9.1         | 8.0         | 7.4         | 양호                           |
| 자메이카               | 8.4         | 8.5         | 9.0         | 7.7         | 양호                           |
| 도미니카 공화국        | 15.0        | 13.8        | 8.3         | 7.8         | 양호                           |
| 알바니아               | 16.0        | 15.5        | 6.2         | 7.9         | 양호                           |
| 파나마                 | 18.7        | 12.7        | 8.1         | 8.0         | 양호                           |
| 엘살바도르             | 14.5        | 11.7        | 9.4         | 8.0         | 양호                           |
| 레바논                 | 10.2        | 9.1         | 7.5         | 8.1         | 양호                           |
| 우크라이나             | 13.0        | 6.9         | 7.2         | 8.6         | 양호                           |
| 가이아나               | 17.0        | 14.9        | 10.7        | 9.1         | 양호                           |
| 모로코                 | 15.5        | 11.7        | 8.7         | 9.2         | 양호                           |
| 카보베르데             | 14.7        | 11.7        | 11.3        | 9.2         | 양호                           |
| 투르크메니스탄         | 20.2        | 14.4        | 10.5        | 9.5         | 양호                           |
| 오만                   | 15.2        | 11.5        | 11.9        | 9.9         | 양호                           |
| 태국                   | 18.9        | 12.2        | 9.5         | 10.1        | 보통                           |
| 피지                   | 9.6         | 8.8         | 10.6        | 10.2        | 보통                           |
| 트리니다드 토바고      | 10.8        | 10.6        | 8.6         | 10.8        | 보통                           |
| 수리남                 | 14.8        | 10.6        | 11.0        | 10.9        | 보통                           |
| 베트남                 | 26.1        | 20.1        | 14.4        | 11.3        | 보통                           |
| 스리랑카               | 21.7        | 17.6        | 15.0        | 11.3        | 보통                           |
| 에콰도르               | 19.3        | 17.8        | 11.8        | 11.6        | 보통                           |
| 요르단                 | 10.5        | 7.5         | 7.8         | 12.0        | 보통                           |
| 남아프리카 공화국      | 18.0        | 16.9        | 14.0        | 12.5        | 보통                           |
| 말레이시아             | 15.4        | 13.7        | 13.4        | 12.7        | 보통                           |
| 모리셔스               | 15.4        | 13.9        | 13.4        | 12.8        | 보통                           |
| 이집트                 | 16.1        | 16.8        | 15.4        | 13.2        | 보통                           |
| 니카라과               | 21.7        | 17.1        | 14.0        | 13.6        | 보통                           |
| 타지키스탄             | 39.9        | 28.1        | 16.0        | 13.7        | 보통                           |
| 가나                   | 28.5        | 22.2        | 16.7        | 13.9        | 보통                           |
| 필리핀                 | 24.9        | 18.9        | 17.9        | 14.4        | 보통                           |
| 캄보디아               | 41.3        | 24.9        | 18.9        | 14.7        | 보통                           |
| 네팔                   | 37.1        | 29.2        | 21.2        | 14.7        | 보통                           |
| 이라크                 | 22.9        | 19.8        | 14.3        | 14.9        | 보통                           |
| 베네수엘라             | 14.3        | 8.7         | 14.4        | 15.1        | 보통                           |
| 세네갈                 | 34.3        | 22.1        | 16.1        | 15.3        | 보통                           |
| 온두라스               | 21.5        | 18.7        | 13.9        | 15.6        | 보통                           |
| 미얀마                 | 40.2        | 29.9        | 17.1        | 15.7        | 보통                           |
| 에스와티니             | 24.8        | 24.9        | 19.6        | 15.7        | 양호                           |
| 볼리비아               | 27.0        | 21.2        | 14.3        | 16.8        | 보통                           |
| 인도네시아             | 25.7        | 28.2        | 18.3        | 16.9        | 보통                           |
| 가봉                   | 21.0        | 19.2        | 16.7        | 17.4        | 보통                           |
| 카메룬                 | 36.0        | 29.0        | 20.8        | 18.3        | 보통                           |
| 토고                   | 38.2        | 28.2        | 24.4        | 18.6        | 보통                           |
| 과테말라               | 28.5        | 24.0        | 20.1        | 18.8        | 보통                           |
| 코모로                 | 38.1        | 28.9        | 21.3        | 18.8        | 보통                           |
| 리비아                 | 14.2        | 12.9        | 19.3        | 19.2        | 보통                           |
| 솔로몬 제도            | 20.4        | 18.2        | 21.7        | 19.4        | 보통                           |
| 방글라데시             | 33.8        | 30.6        | 24.7        | 19.4        | 보통                           |
| 나미비아               | 26.5        | 27.5        | 20.6        | 19.7        | 보통                           |
| 라오스                 | 44.2        | 30.3        | 21.2        | 19.8        | 보통                           |
| 감비아                 | 29.0        | 23.1        | 17.8        | 19.9        | 보통                           |
| 레소토                 | (자료 없음) | (자료 없음) | (자료 없음) | (자료 없음) | 보통                           |
| 코트디부아르           | 33.1        | 35.2        | 21.5        | 20.6        | 심각                           |
| 보츠와나               | 27.5        | 26.3        | 21.4        | 20.7        | 심각                           |
| 모리타니               | 30.4        | 18.8        | 22.3        | 21.1        | 심각                           |
| 지부티                 | 44.2        | 33.9        | 24.0        | 21.2        | 심각                           |
| 말라위                 | 43.0        | 28.1        | 22.8        | 21.9        | 심각                           |
| 탄자니아               | 40.5        | 29.7        | 25.0        | 22.7        | 심각                           |
| 기니                   | 40.1        | 31.5        | 28.2        | 23.2        | 심각                           |
| 말리                   | 41.9        | 31.8        | 24.7        | 24.0        | 심각                           |
| 콩고 공화국            | 34.9        | 32.2        | 26.8        | 24.0        | 심각                           |
| 부르키나파소           | 44.9        | 33.7        | 25.6        | 24.6        | 심각                           |
| 베냉                   | 33.7        | 26.9        | 23.6        | 24.7        | 심각                           |
| 케냐                   | 36.3        | 29.0        | 24.0        | 25.0        | 심각                           |
| 르완다                 | 49.6        | 36.4        | 28.6        | 25.2        | 심각                           |
| 에티오피아             | 53.4        | 37.8        | 26.2        | 26.2        | 심각                           |
| 앙골라                 | 63.8        | 42.7        | 25.9        | 26.6        | 심각                           |
| 동티모르               | (미존재)    | 44.8        | 29.4        | 27.0        | 심각                           |
| 인도                   | 38.4        | 35.2        | 29.3        | 27.3        | 심각                           |
| 우간다                 | 36.1        | 28.5        | 30.3        | 27.3        | 심각                           |
| 모잠비크               | 48.3        | 35.6        | 38.5        | 27.5        | 심각                           |
| 짐바브웨               | 35.3        | 29.9        | 28.5        | 27.6        | 심각                           |
| 파키스탄               | 36.6        | 31.4        | 24.6        | 27.9        | 심각                           |
| 수단                   | (분할 이전) | (분할 이전) | 28.3        | 28.8        | 심각                           |
| 파푸아뉴기니           | 33.7        | 32.8        | 30.0        | 28.8        | 심각                           |
| 나이지리아             | 39.5        | 30.7        | 30.6        | 28.8        | 심각                           |
| 시리아                 | 13.9        | 16.9        | 25.9        | 30.3        | 심각                           |
| 기니비사우             | 37.6        | 29.6        | 30.2        | 30.5        | 심각                           |
| 잠비아                 | 53.1        | 41.3        | 32.6        | 30.7        | 심각                           |
| 아프가니스탄           | 49.6        | 35.7        | 27.1        | 30.8        | 심각                           |
| 시에라리온             | 57.2        | 45.2        | 32.8        | 31.2        | 심각                           |
| 조선민주주의인민공화국 | 43.7        | 30.5        | 26.2        | 31.4        | 심각                           |
| 중앙아프리카 공화국    | 48.0        | 43.5        | 32.6        | 31.5        | 심각                           |
| 라이베리아             | 48.0        | 36.6        | 32.3        | 31.9        | 심각                           |
| 니제르                 | 53.1        | 39.6        | 32.8        | 34.1        | 심각                           |
| 아이티                 | 39.8        | 39.8        | 30.0        | 34.3        | 심각                           |
| 콩고 민주 공화국       | 47.2        | 41.2        | 36.2        | 34.9        | 심각                           |
| 마다가스카르           | 42.3        | 36.6        | 33.2        | 36.3        | 비상                           |
| 차드                   | 50.5        | 44.8        | 38.8        | 36.4        | 비상                           |
| 예멘                   | 41.6        | 36.8        | 39.6        | 41.2        | 비상                           |
| 소말리아               | 63.3        | 59.0        | 49.8        | 44.1        | 비상                           |
| 남수단                 | (미존재)    | (미존재)    | (자료 없음) | (자료 없음) | 비상                           |
| 부룬디                 | (자료 없음) | (자료 없음) | (자료 없음) | (자료 없음) | 비상                           |
| 바레인                 | (자료 없음) | (자료 없음) | (자료 없음) | (자료 없음) | (확인 어려움)                  |
| 부탄                   | (자료 없음) | (자료 없음) | (자료 없음) | (자료 없음) | (확인 어려움)                  |
| 에리트레아             | (자료 없음) | (자료 없음) | (자료 없음) | (자료 없음) | (확인 어려움)                  |
| 적도 기니              | (자료 없음) | (자료 없음) | (자료 없음) | (자료 없음) | (확인 어려움)                  |
| 카타르                 | (자료 없음) | (자료 없음) | (자료 없음) | (자료 없음) | (확인 어려움)                  |
| 쿠바                   | (자료 없음) | (자료 없음) | (자료 없음) | (자료 없음) | (확인 어려움)                  |
| 팔레스타인             | (자료 없음) | (자료 없음) | (자료 없음) | (자료 없음) | (확인 어려움)                  |

## 세계기아지수와 관련된 다른 지수들

### 유엔식량농업기구와 유엔세계식량계획의 기아지도
유엔식량농업기구는 유엔세계식량계획와 협력하여 1999년부터 매년 ‘세계식량불안정보고서(The State of Food Insecurity in the World)’를 발간하고 있다. 이 보고서를 기반으로 '기아지도'(Hunger map)를 제작하여 세계 각국의 식량 안보 상황을 한눈에 알 수 있도록 한다. 세계의 기아문제에 대한 인식을 더 높이고 기아와 영양실조의 원인에 대한 논의를 이끄는 것을 목표로 한다.  
세계기아지수(GHI)와의 가장 큰 차이점은 바로 고려하는 지표의 범위이다. 두 단체가 식이에너지 접근성만을 고려하여 영양결핍인구에 주목하고 있는 반면, 세계기아지수(GHI)는 영양결핍인구뿐만 아니라 소아쇠약, 발육부진 그리고 영유아사망률까지 고려하여 산출된다는 차이점이 있다.   

### 세계은행의 세계영양실조지도
세계은행(World Bank)은 유니세프(UNICEF), 세계 보건 기구(WHO)와 협력하여 아동성장과 영양실조에 관한 연구를 매년 진행하고 있다. 세계영양실조지도는 그러한 연구 데이터를 기반으로 제작된 것으로서 세계의 아동영양실조 실태를 한눈에 확인하는데 큰 도움이 되고 있다.  
세계기아지수(GHI)와는 ‘조사 대상의 연령층’에서 큰 차이가 있다. 세계영양실조지도가 아동의 영양실조실태를 중심으로 제작된 지도라면, 세계기아지수(GHI)는 아동의 영양상태는 물론 전체 인구의 영양결핍상태를 고려하여 산출된다. 

### 세계영양불균형 개선을 위한 국제협력기구와 암웨이의 세계영양불균형지도
유엔 산하의 세계영양불균형 개선을 위한 국제협력기구(이하 GAIN)는 글로벌 웰니스 전문기업 암웨이(Armway)의 지원을 받아 세계의 영양상태에 관한 인터랙티브 지도를 만들었다. 이 지도는 매년 추가된 연구결과에 따라 개정되며 세계영양보고서, 세계보건기구, 국제당뇨연맹(The International Diabetes Federation) 등 다양한 단체의 연구결과를 기반으로 제작된다.  
위의 두 지수와 비교하면 세계기아지도와 가장 유사하다고 할 수 있는데 단순히 영양결핍만이 아닌 영양균형까지 고려한다는 점과 전체 인구의 영양상태를 조사한다는 점에서 그러하다. 차이점이 있다면 세계영양불균형지도가 인구, 영양결핍, 질병, 비만 등 각각의 지표에 따른 조사결과를 제시하는데 그치는데 반해 세계기아지수(GHI)는 4가지 각각의 지표를 합쳐 하나의 지수로 제시한다.